# Liu Shaoang
Liu Shaoang (kínaiul: Liu Sao-ang (刘少昂, Liú Shào'áng); Budapest, 1998. március 13. –) kétszeres olimpiai, világ- és Európa-bajnok magyar rövidpályás gyorskorcsolyázó. Magyarország első egyéni olimpiai aranyérmese a téli olimpiai játékok történetében.

## Élete

### Magánélete
Édesapja kínai, édesanyja magyar. Először az úszással próbálkozott, mint testvére, Liu Shaolin Sándor, majd később rátaláltak a gyorskorcsolya sportágra, ami azonnal magával ragadta a testvéreket. 2006 óta korcsolyázik versenyszerűen, nevelőedzője Erőss Julianna volt. Előbb a TRGSE csapatában, majd az SPSC-nél, jelenleg pedig az FTC csapatát erősíti. Beceneve Ádó, amit édesanyja adott neki egy kínai uralkodó után.

### Sportpályafutása

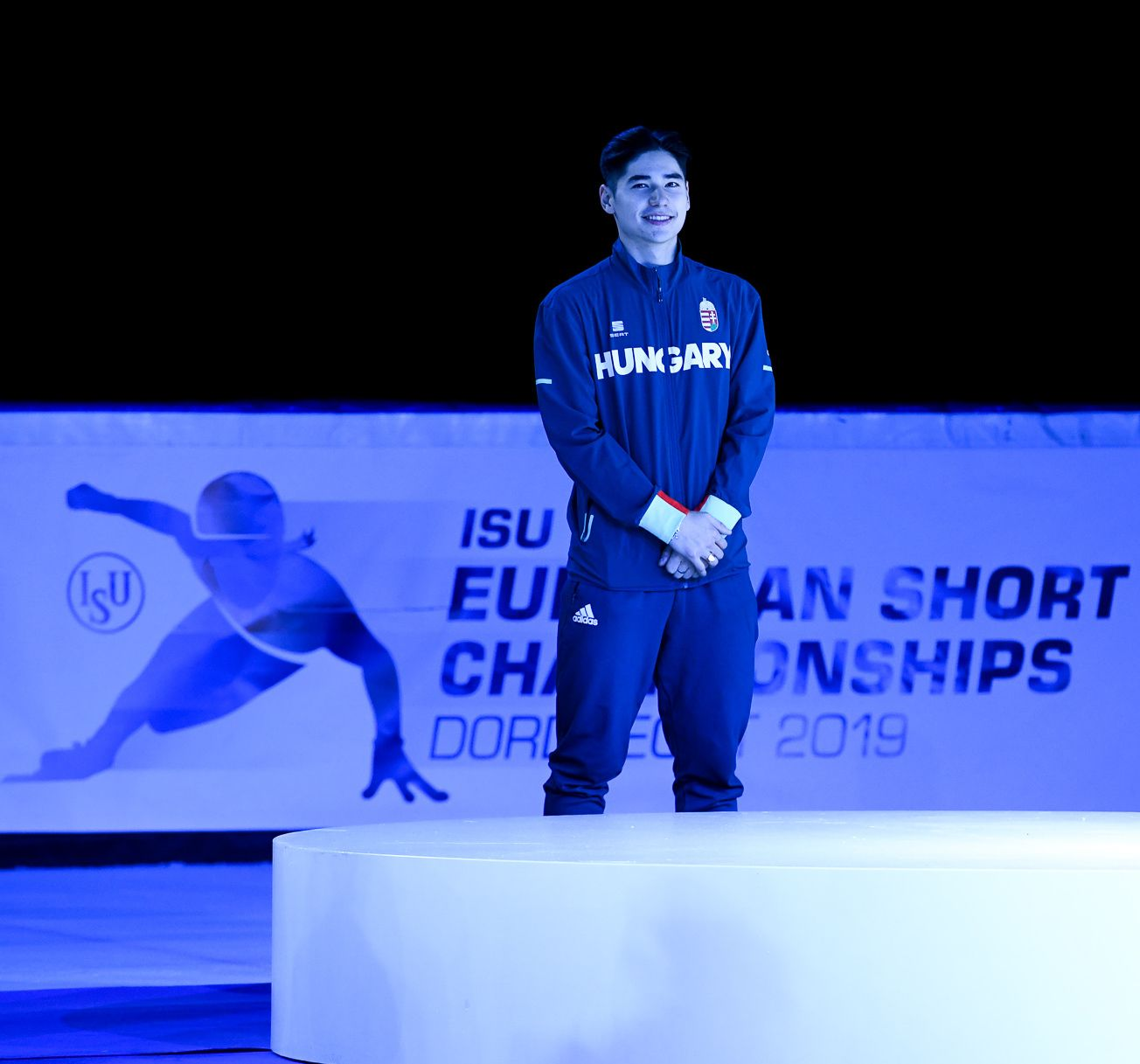
A 2019-es Európa-bajnokság egyik eredményhirdetésén

2015-ben a magyar férfi gyorskorcsolya-váltó tagjaként, 5000 méteres távon Liu Shaolin Sándor, Knoch Viktor és Burján Csaba mellett Sanghajban rendezett rövidpályás gyorskorcsolya világkupán sporttörténeti magyar siker részeseként aranyérmet szerzett.
A 2016-os junior világbajnokságon az elődöntőben junior világcsúcsot (40,892) ért el. A döntőben ezüstérmet szerzett. 1000 méteren 4., 1500 méteren 7., a szuper döntőben 5., összetettben 4. helyen végzett.
A 2016. évi téli ifjúsági olimpiai játékokon 1000 méteren 3., 500 méteren 8. lett. A világbajnokságon 1500 méteren második, 500 méteren harmadik lett. 1000 méteren kiesett a selejtezőben, 3000 méteren ötödik volt. Összetettben a ötödik helyen végzett. A váltóval negyedik helyezést ért el.
A 2018-as olimpián 2018. február 22-én az 5000 méteres váltó tagjaként olimpiai bajnoki címet szerzett. Magyarország a téli olimpiák történetében először nyert aranyérmet.
A 2019-es Európa-bajnokságon a váltóval 5000 méteren és egyéniben 500 méteren aranyérmet szerzett, míg 3000 méteren bronzérmes lett. összetettben a második helyen végzett testvére, Liu Shaolin Sándor mögött. 2019 februárjában a drezdai vk versenyen eltörte a kezét.
2021 márciusában, a Dordrechtben rendezett világbajnokságon 500 méteren és összetettben aranyérmes, a váltóval pedig ezüstérmes lett.
A 2022-es téli olimpián a 2000 méteres vegyes váltó tagjaként és 1000 méteren bronzérmet, 500 méteren pedig aranyérmet szerzett.

## Eredményei

### Világbajnokság
2015. Moszkva Oroszország csapat ezüstérmes.

### Világkupa
- 2014. decemberében Kínában a sanghaji világkupa: 500 m-en lett 8.
- 2014. Kanada, montréali világkupa: ezüstérmes lett csapatban.
- 2014. Dél-Korea, Szöul: 500 m-en 8. lett, csapatban 5.
- 2015. Németország Drezda: csapat ezüst

### Európa-bajnokság
2015. Hollandia Dordrecht: csapat ezüst.

### Junior világbajnokság
- A 2014-es junior világbajnokságon Törökországban, Erzurumban lett csapat ezüstérmes.
- A 2015-ös junior világbajnokságon Japánban Oszakában 500 m-n 4. helyezett, 1500 m-en 5. helyezett, csapatban 4.

### Magyar bajnokság
- 2014-ben országos bajnokság összetett 4. helyezett.
- 2015-ben országos bajnokság 1500 m: 1. helyezett, 500 m: 2. helyezett, 1000 m: 3. helyezett, összetett 3.
- 2019-ben országos bajnokság 1000 m: 1. helyezett, 500 m: 2. helyezett, összetett: 1. helyezett

## Legjobb időeredményei
| Táv    | Idő      | Dátum              | Helyszín       |
| ------ | -------- | ------------------ | -------------- |
| 222 m  | 24,710   | 2009. március 29.  | Velence        |
| 333 m  | 33,199   | 2011. március 13.  | Budapest       |
| 444 m  | 43,246   | 2009. február 1.   | Budapest       |
| 500 m  | 39,699   | 2018. november 12. | Salt-Lake city |
| 777 m  | 1:17,905 | 2011. március 27.  | Velence        |
| 800 m  | 1:29,391 | 2009. január 24.   | Szeged         |
| 1000 m | 1:24,537 | 2016. február 6.   | Drezda         |
| 1500 m | 2:14,830 | 2014. február 23.  | Budapest       |
| 3000 m | 5:14,080 | 2015. január 18.   | Budapest       |

## Díjai, elismerései
- Az év magyar rövidpályás gyorskorcsolyázója (2017,[24] 2020,[25] 2021, 2022[26])
- A Magyar Érdemrend tisztikeresztje (2018)
- Zugló díszpolgára (2018)[27]
- A Magyar Érdemrend középkeresztje (2022)